# レイ・チェン
レイ・チェン（Ray Chen、1989年3月6日 - ）は、台湾出身のオーストラリア人ヴァイオリニスト。ソニー・マスターワークス所属。使用楽器は日本音楽財団所有の1714年製ストラディバリウス「ドルフィン」。

## 経歴
台北生まれ、のちブリスベンに移住。4歳でヴァイオリンを開始。スズキ・メソード出身である。1998年長野オリンピックの開会記念コンサートにも参加した。
- 1997年 当時8歳、クイーンズランド交響楽団にソリストとして招待され演奏
- 2004年 - カーティス音楽学校（アーロン・ローザンドに師事）[2]
- 2005年 オーストラリア全国ケンダール・ヴァイオリン大会で優勝[3]
- 2006 - 2007年 クリーブランド音楽院（英語版）で学ぶ（デヴィッド・セロン（英語版）に師事）[4]
- 2009年 ユーディ・メニューイン国際コンクールのシニア部門で優勝[5]
- 2009年 エリザベート王妃国際音楽コンクールで優勝[6]
- 2010年 ソニー・クラシカルと契約
- 2011年 エコー・クラシック・アワード（英語版）（ドイツ）の新人部門優勝[7]
- 2016年 ユーディ・メニューイン国際コンクールの最年少審査員に[8]

## ディスコグラフィ
Ray Chen, Timothy Young (2010). Stravinsky: Diversions - Music for Violin & Piano (CD). Melba Recordings. ASIN B004AB2F44。
Ray Chen (2011). Virtuoso (CD). Sony Classical. ASIN B004EKP61K。
Ray Chen, Swedish Radio Symphony Orchestra, Daniel Harding (2012). Tchaikovsky, Mendelssohn: Violin Concertos (CD). Sony Classical. ASIN B005UKH7F6。
Ray Chen, Christoph Eschenbach, Schleswig-Holstein Musik Festival Orchestra (2014). Mozart: Violin Concertos, K. 216 & 218; Violin Sonata, K. 305 (CD). Sony Classical. ASIN B00DBO1YTS。
Ray Chen, Yuja Wang, Lionel Bringuier, Zurich Tonhalle Orchestra (2016). Ravel: Complete Orchestral Works (CD). Deutsche Grammophon. ASIN B01A72FW94。
Ray Chen (2018). The Golden Age (CD). Decca. ASIN B07BN6QCF6。